# Cathédrale Notre-Dame-de-la-Paix de Homs
Pour les articles homonymes, voir Cathédrale Notre-Dame-de-la-Paix.
La cathédrale Notre-Dame-de-la-Paix (en arabe : كاتدرائية سيدة السلام) est la cathédrale catholique melkite de Homs, en Syrie.